# Cyclanorbis elegans
Cyclanorbis elegans је гмизавац из реда Testudines и фамилије Trionychidae.

## Угроженост
Ова врста је на нижем степену опасности од изумирања, и сматра се скоро угроженим таксоном.

## Распрострањење
Ареал врсте покрива средњи број држава. 
Врста је присутна у Судану, Нигерији, Етиопији, Бенину, Чаду, Гани и Тогу.

## Станиште
Станиште врсте су слатководна подручја.